# Mikuláš Tolentinský
Svatý Mikuláš Tolentinský (narozen kolem 1246, Sant' Angelo, Ponatano, Itálie – 10. září 1305, Tolentino, Itálie) byl augustiniánský mnich a katolický světec. Většinu života prožil v italském Tolentinu, věnoval se pomoci chudým a bezmocným, podle legend vykonal řadu zázraků. Je uctíván jako kazatel a divotvůrce.

## Život

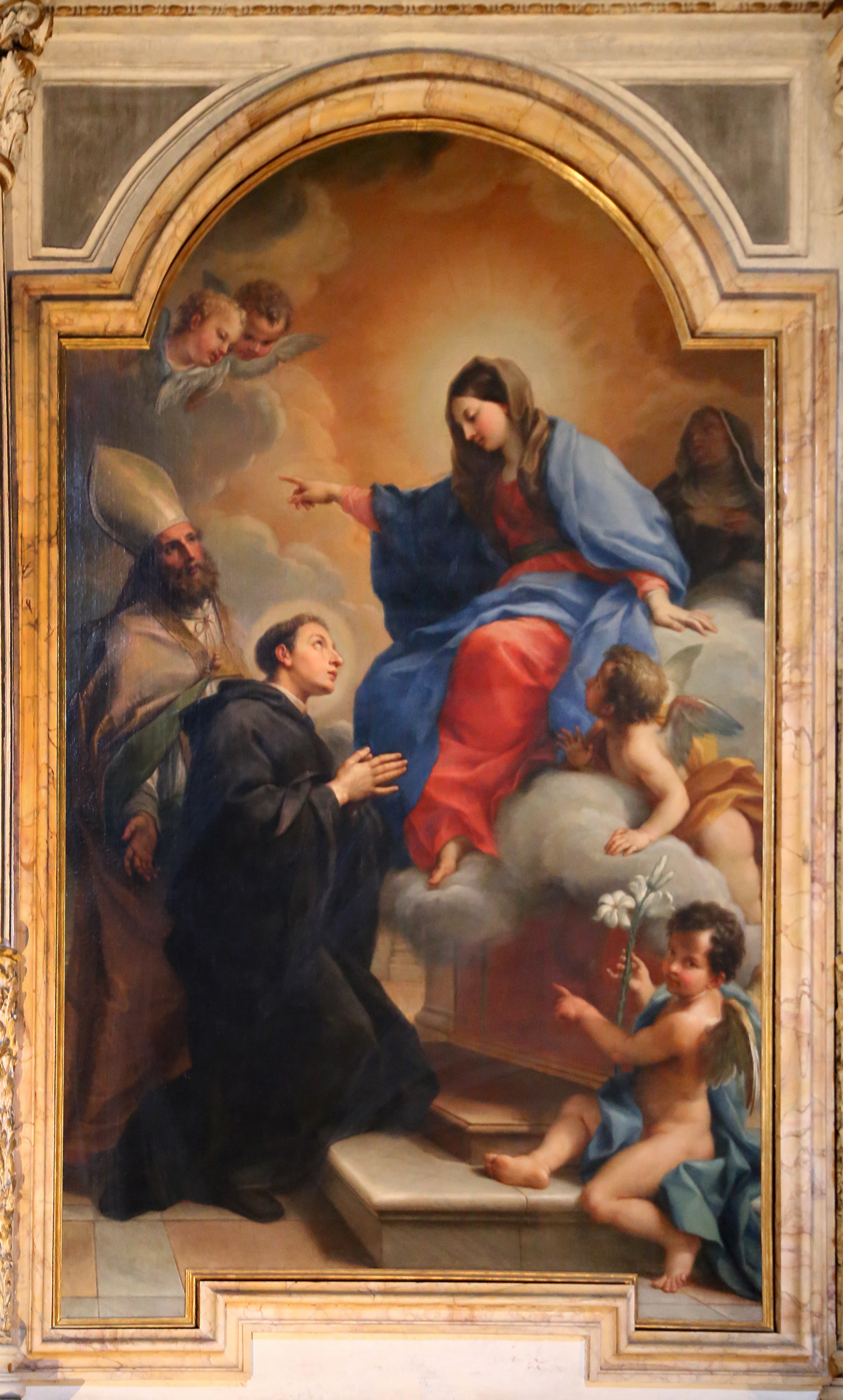
Agostino Masucci: Sv. Augustin představuje Mikuláše Tolentinského Panně Marii; bazilika Santa Maria del Popolo, Řím

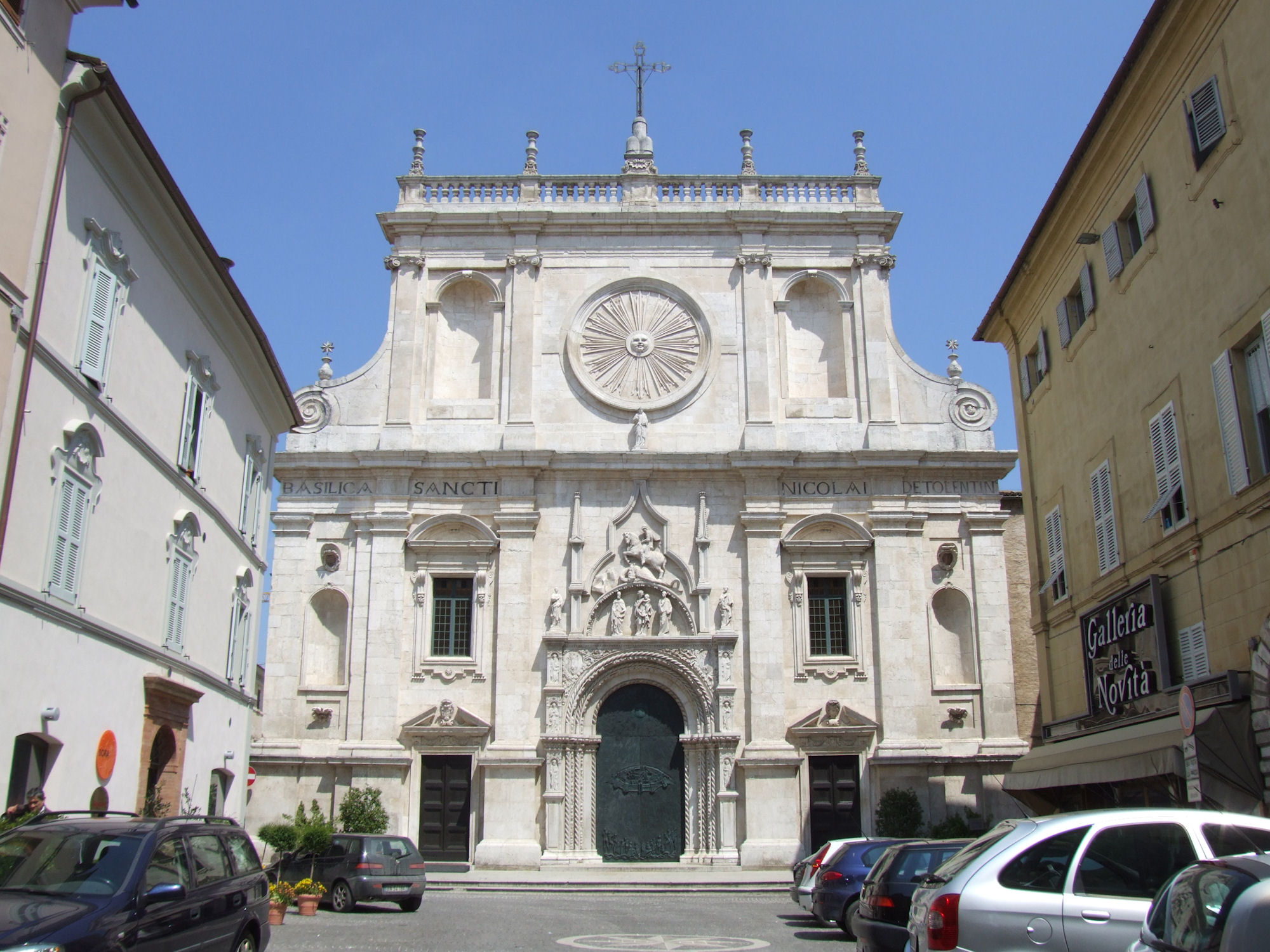
Bazilika San Nicola v Tolentinu, nad vchodem sluneční kotouč

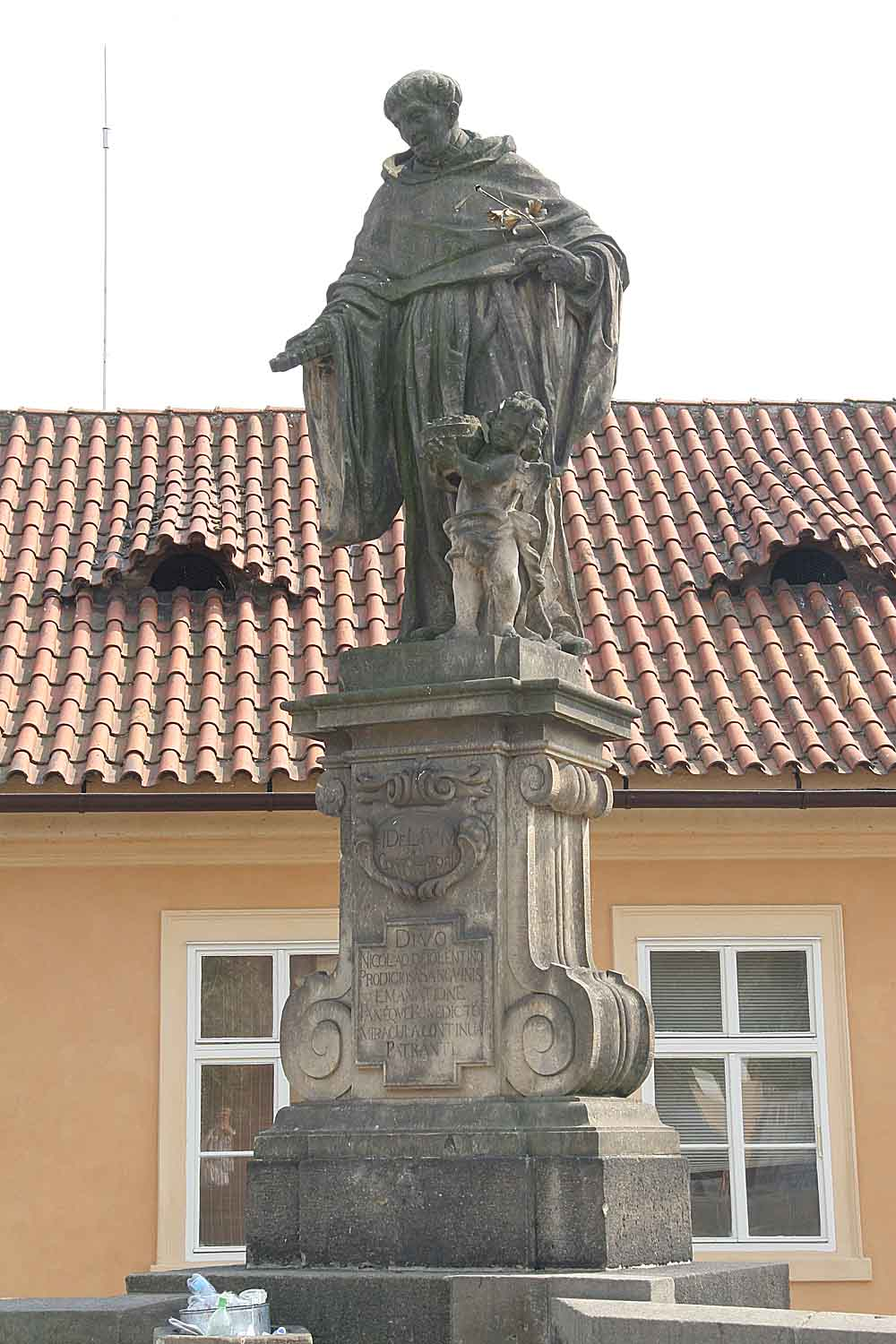
Jeroným Kohl: Socha Mikuláše Tolentinského na Karlově mostě v Praze

Sv. Mikuláš Tolentinský se narodil v Sant' Angelo in Pontano v italské diecézi Fermo. Jeho rodiče, Compagnonus de Guarutti a Amata de Guidiani, původně nemohli mít děti, ale poté, co se modlili k sv. Mikuláši z Myry, Amata otěhotněla. Proto také pojmenovali své dítě po tomto světci. V den jeho narození se měla objevit na obloze kometa, proto bývá zářící hvězda vyobrazena na Mikulášových prsou nebo u jeho hlavy.
Ve 14 letech vstoupil Mikuláš jako žák či novic do kláštera Sant' Angelo. Když mu bylo 18 let, Mikuláš Tolentinský složil věčné sliby a stal se augustiniánským řeholníkem. V roce 1274 dostal řádové kožené cingulum a přestěhoval se do Tolentina, kde strávil zbytek života. V Tolentinu se věnoval činnosti kazatele, modlitbám, uzdravoval lidi, navštěvoval vězně a dělal zázraky.
Zemřel přirozenou smrtí jako svatý vyznavač v Tolentinu v roce 1305, v tamní bazilice je jeho hrob. 5. června roku 1446 jej kanonizoval papež Evžen IV. (1431-1447).

## Legendy
Podle legendy byl Mikuláš Tolentinský kazatelem a divotvůrcem. Připisuje se mu na 300 zázraků. Některé jsou shodné se zázraky svatého Mikuláše z Myry. Nejčastěji se zobrazují tyto:
- vegetarián Mikuláš dostal při hostině pečené kuře. Udělal nad ním znamení kříže, kuře obživlo a vyletělo ven oknem.
- vzkřísil přes sto dětí, včetně několika utopených.
- Přemohl ďábla, který se objevil při mši a začal Mikuláše bít holí. Tato hůl pak byla řadu let vystavena v kostele.
- Zachránil 9 námořníků i s lodí před potopením. Zjevil se jim při modlitbě, v levé ruce držel lilii a pravou rukou utišil bouři.

## Ikonografie
Mikuláš Tolentinský bývá zobrazován jako bosý augustiniánský řeholník – eremita v černé kutně, přepásané koženým pásem, na prsou mívá zářící zlaté slunce (nebo je vedle jeho hlavy a Mikuláš na ně ukazuje prstem), vlasy má upravené do tonzury. V ruce drží ratolest s květy lilie, košík chleba nebo také kříž. V dějových scénách osvobozuje vězně, navštěvuje nemocné a chudé, rozdává chléb chudým, doprovázejí ho sv. Augustin a sv. Monika, zjevuje se mu Panna Marie, na její přímluvu vstupuje na loď a utišuje bouři.

## Patrocinium
Je patronem či spolupatronem měst Tolentino, Řím, Benátky, Janov, Cordóba, Antverpy a Lima, spolupatronem Bavorska, řádu augustiniánů, dále patronem námořníků, duší v očistci, dětí a žáků. Jeho kult vrcholil v 16.-18. století, kdy byl také patronem proti moru a patronem misionářů v Americe, obzvláště je jeho kult rozšířen v Mexiku, Guatemale a v Kolumbii. Od 18. století je patronem několika diecézí na Filipínách.

## Některé kostely, sochy a obrazy
Evropa 
- Bazilika San Nicola da Tolentino, Tollentino, gotický chrám, uvnitř cyklus nástěnných maleb s legendou sv. Mikuláše z Tolentina od bratří Pietra a Giuliana z Rimini, kolem roku 1325
- Kostel San Nicola da Tolentino agli Orti Sallustiani, Řím
- Bazilika San Nicola da Tolentino, Benátky
- La Aldea de San Nicolás, Gran Canaria, Španělsko

Mimoevropské země
- Kostel Saint Nicolas of Tolentino, Bronx, New York
- Iglesia San nicola de Pangasinán, Cabanatuan, severní Filipíny
- Arcila, Querétaro, Mexiko

Česko
- Kostel sv. Mikuláše Tolentinského ve Vratěníně
- Kostel sv. Mikuláše Tolentinského ve Vysokém Veselí
- Kaple sv. Mikuláše Tolentinského v Penčicích, okres Přerov
- Socha sv. Mikuláše Tolentinského na Karlově mostě v Praze
- Socha sv. Mikuláše Tolentinského v Hrubém Jeseníku
- Socha sv. Mikuláše Tolentinského na Kokoříně
- Socha sv. Mikuláše Tolentinského na oltáři kostela sv. Tomáše v Praze
- Obraz sv. Mikuláše Tolentinského, Letonice
- Obraz sv. Mikuláše Tolentinského, Olomouc

## Legenda v Tolentinu

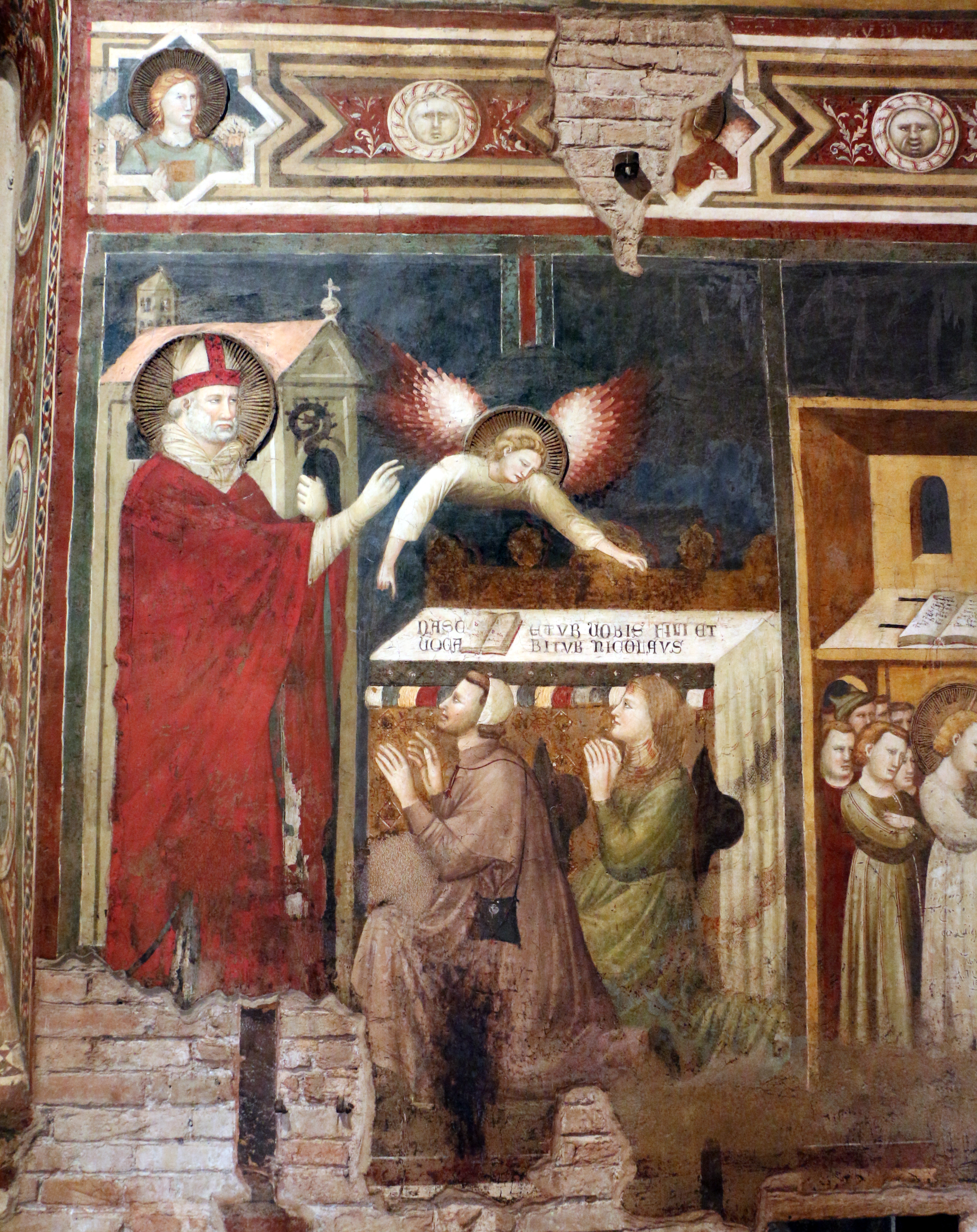
sv. Mikuláš z Bari předpovídá příchod jmenovce
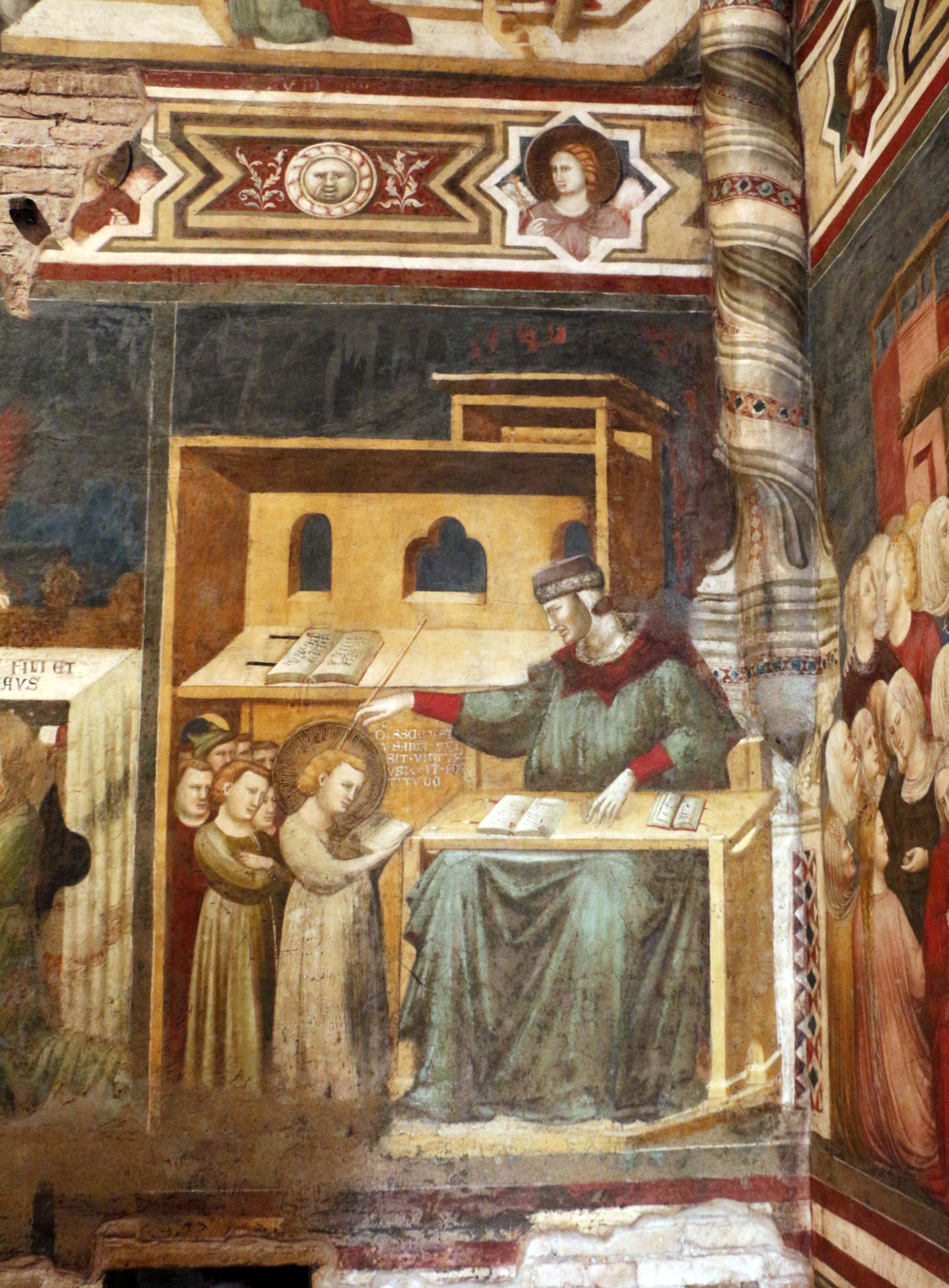
Mikuláš při studiu
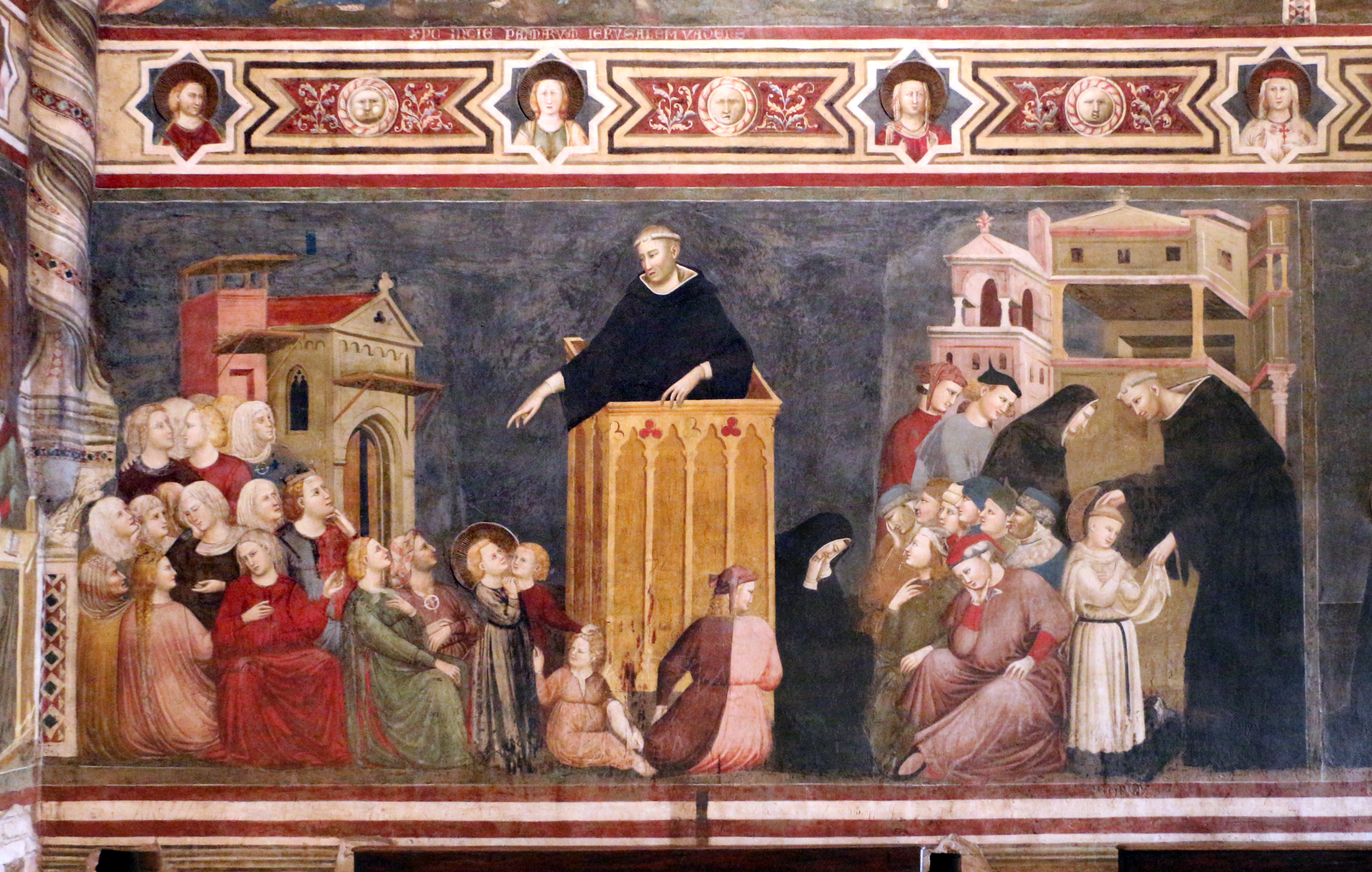
Poslouchá kázání a vstupuje do řádu
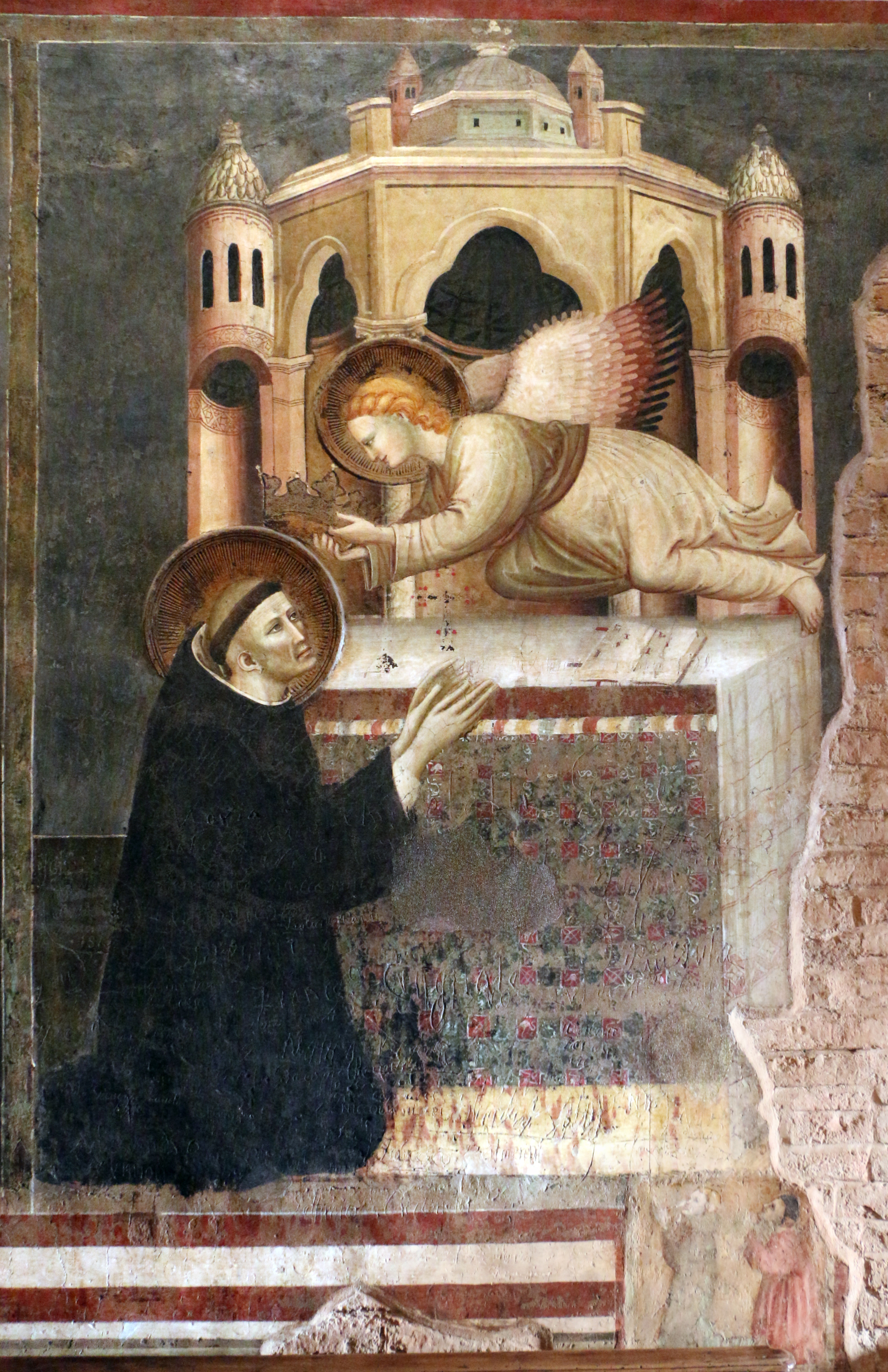
Korunován andělem
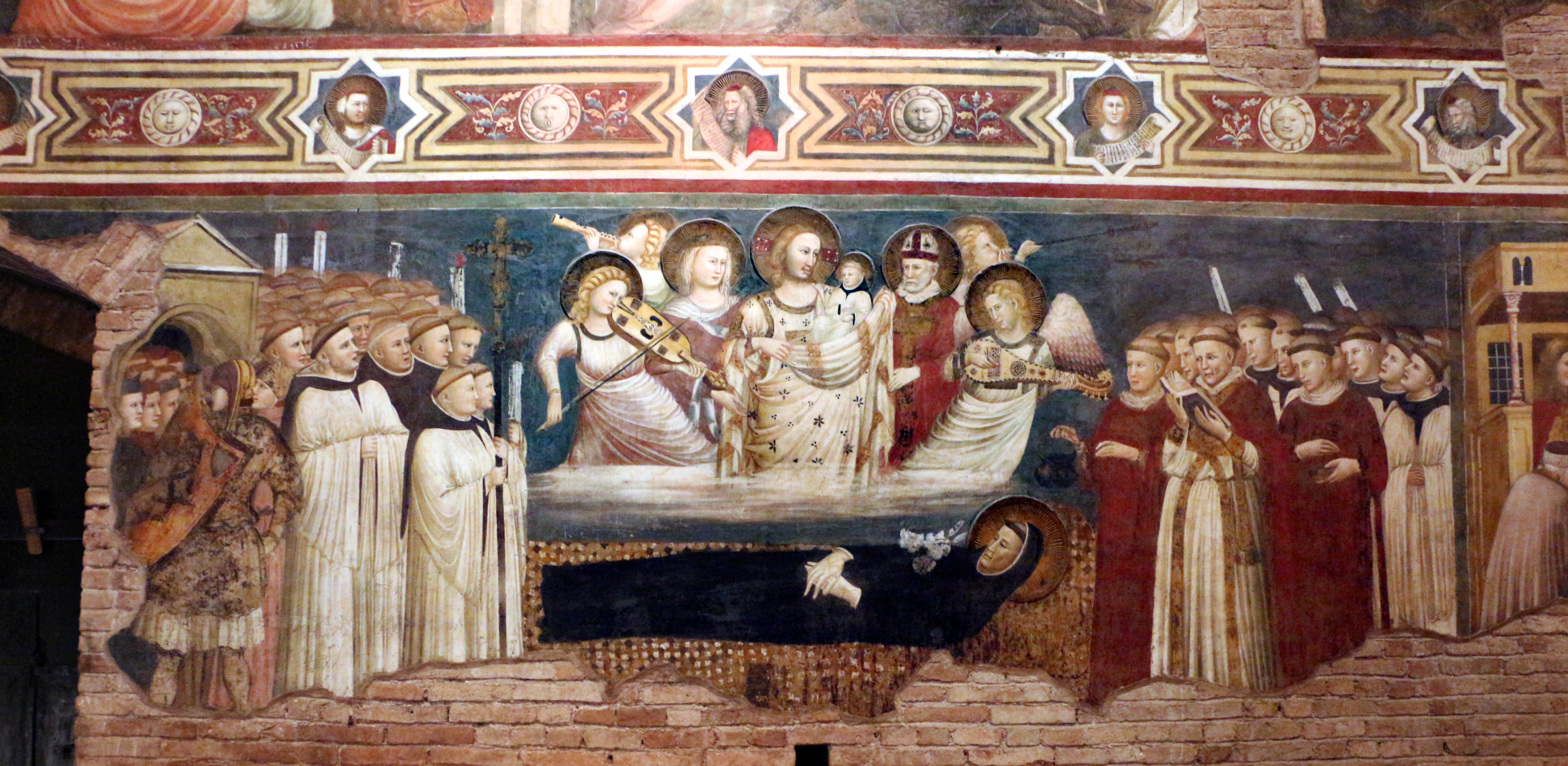
Mikulášův pohřeb
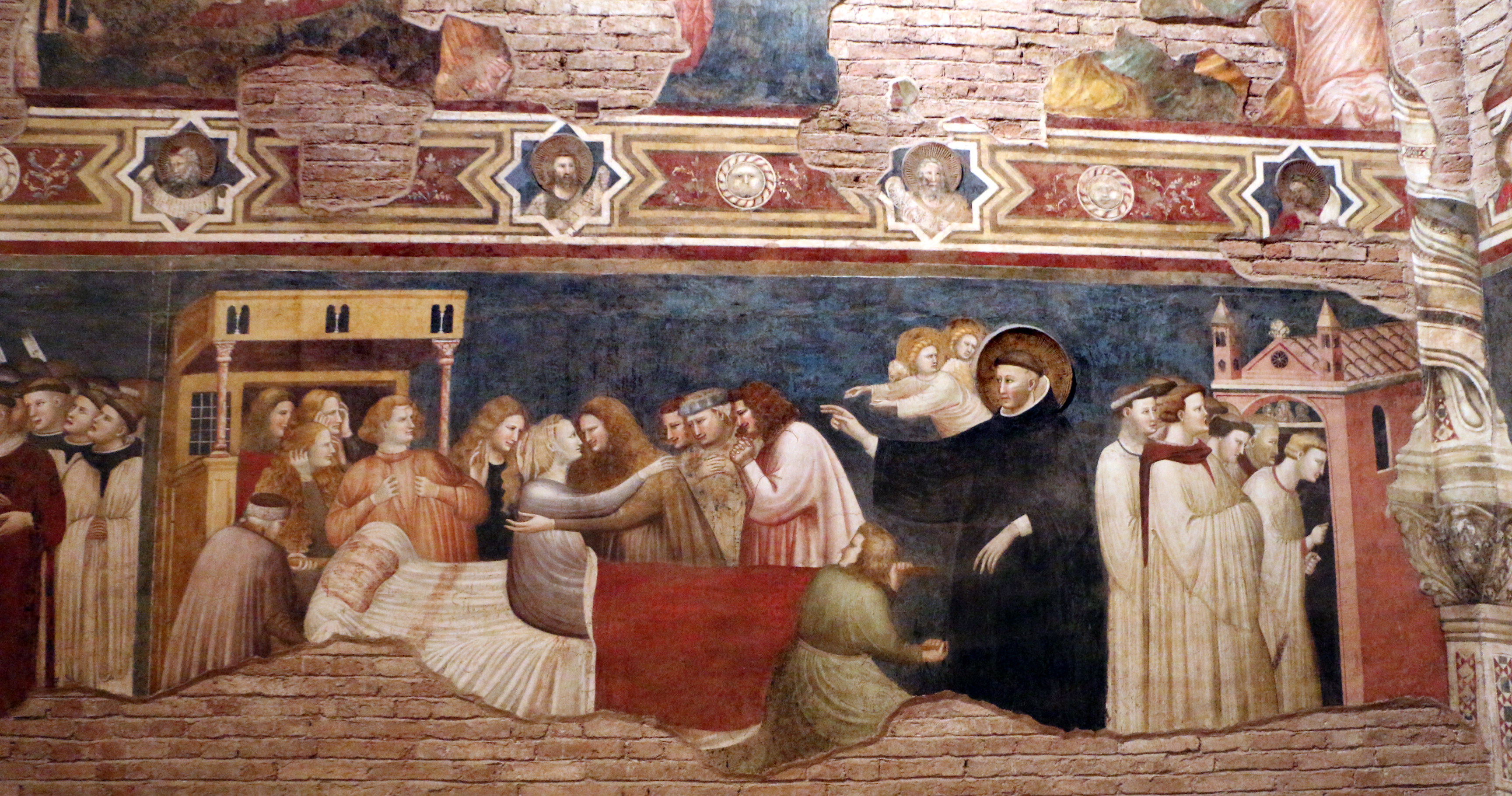
Mikuláš kříší mrtvou
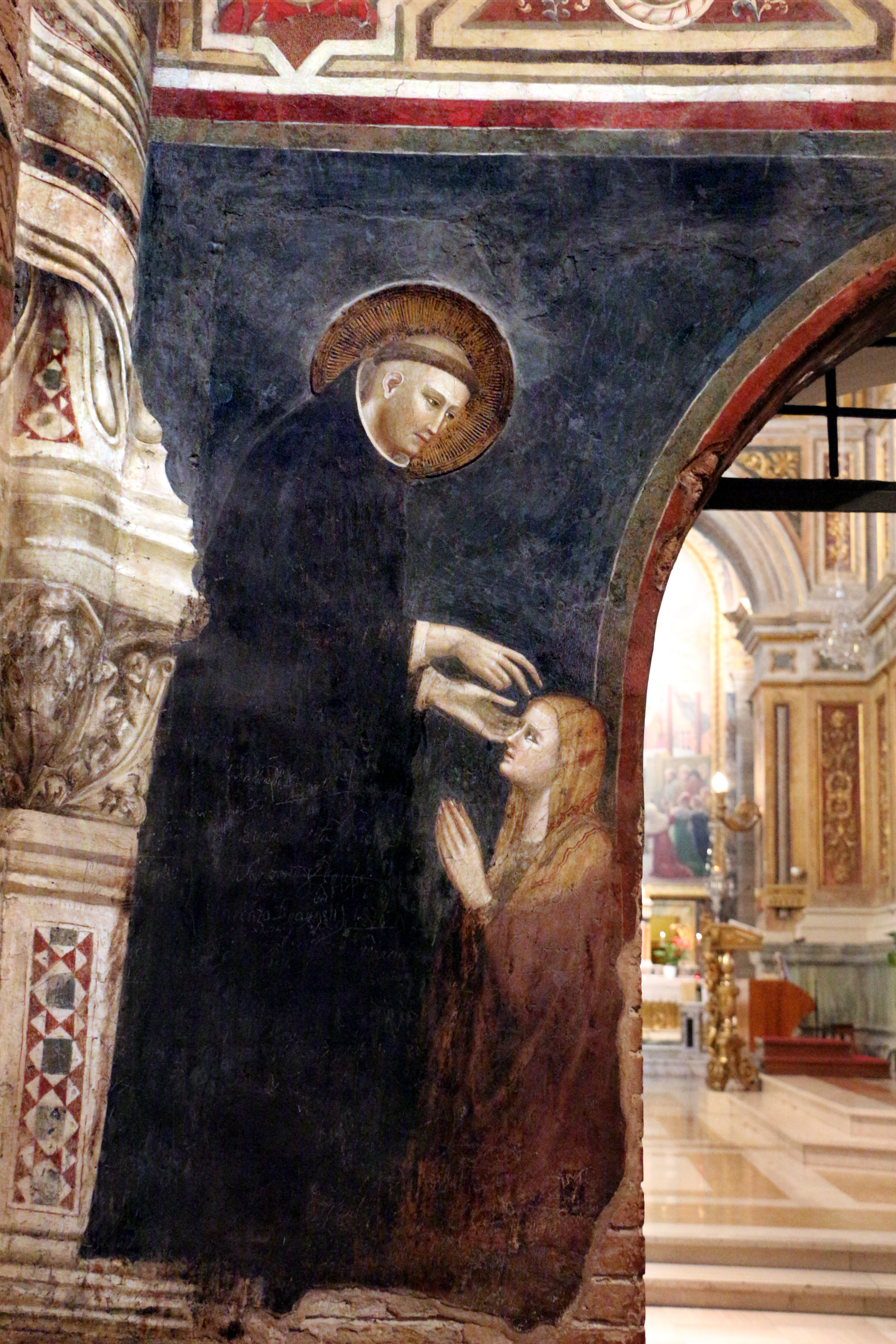
Uzdravuje sv. Ginesii
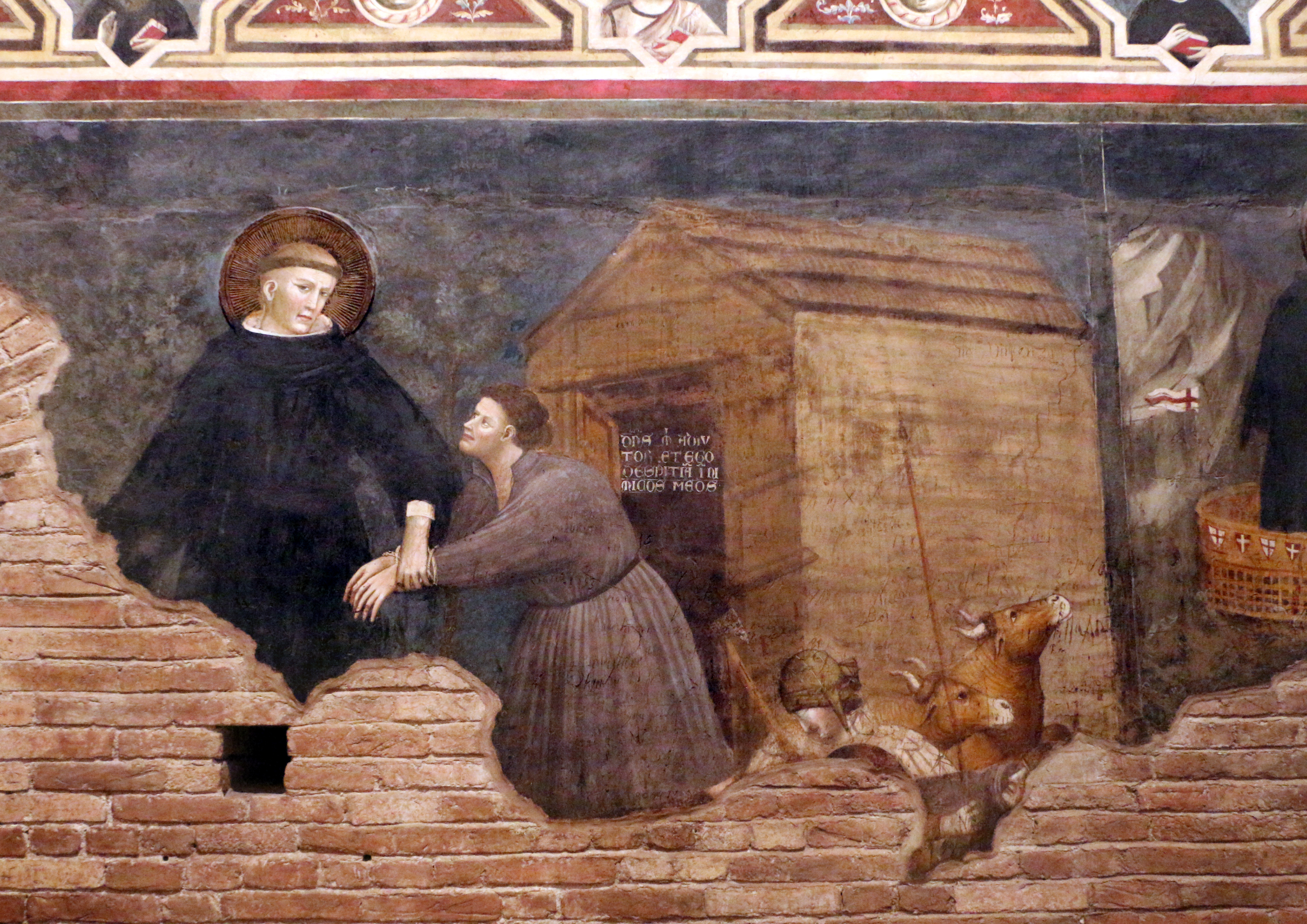
Osvobozuje vězně
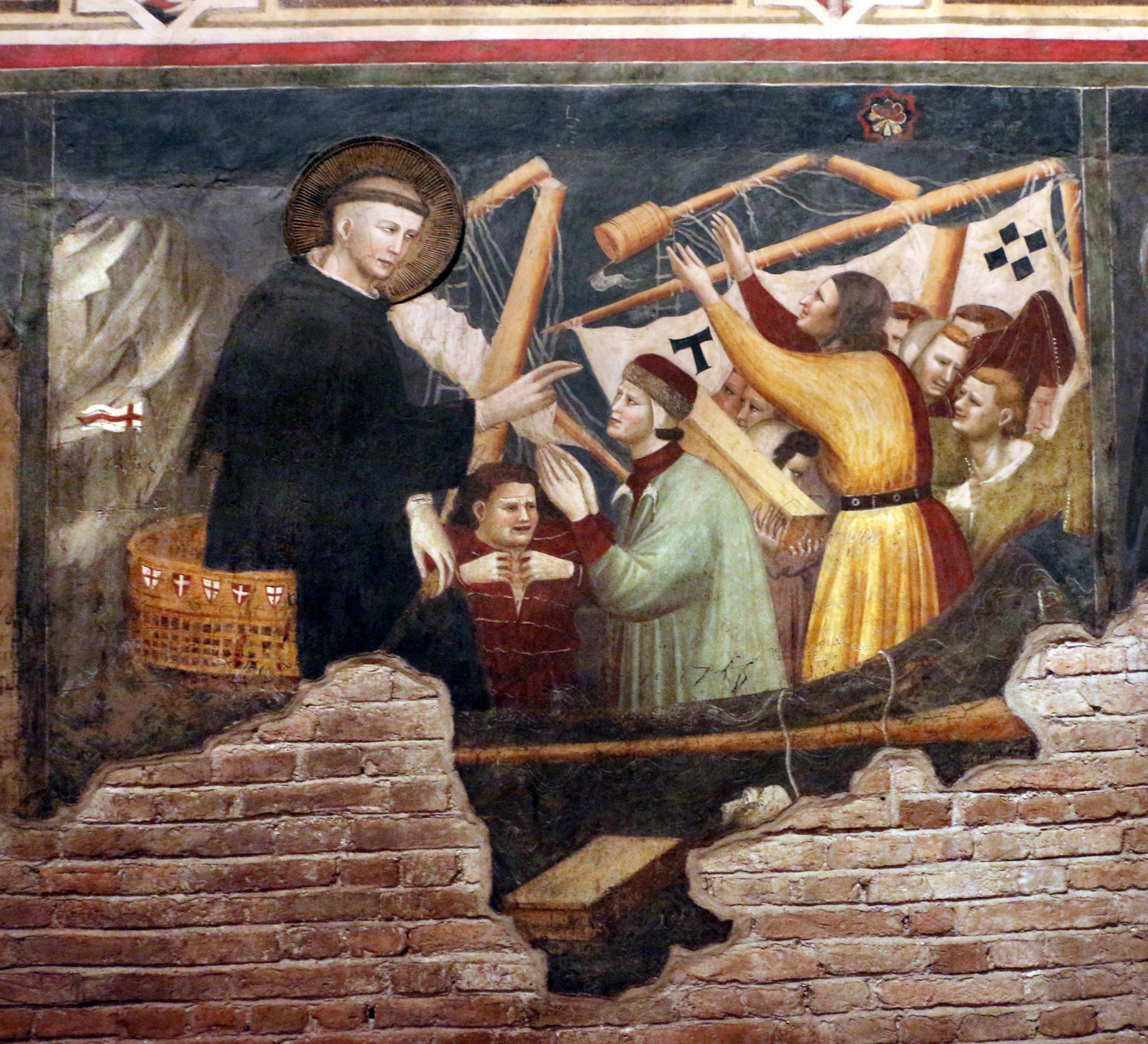
Zachraňuje námořníky
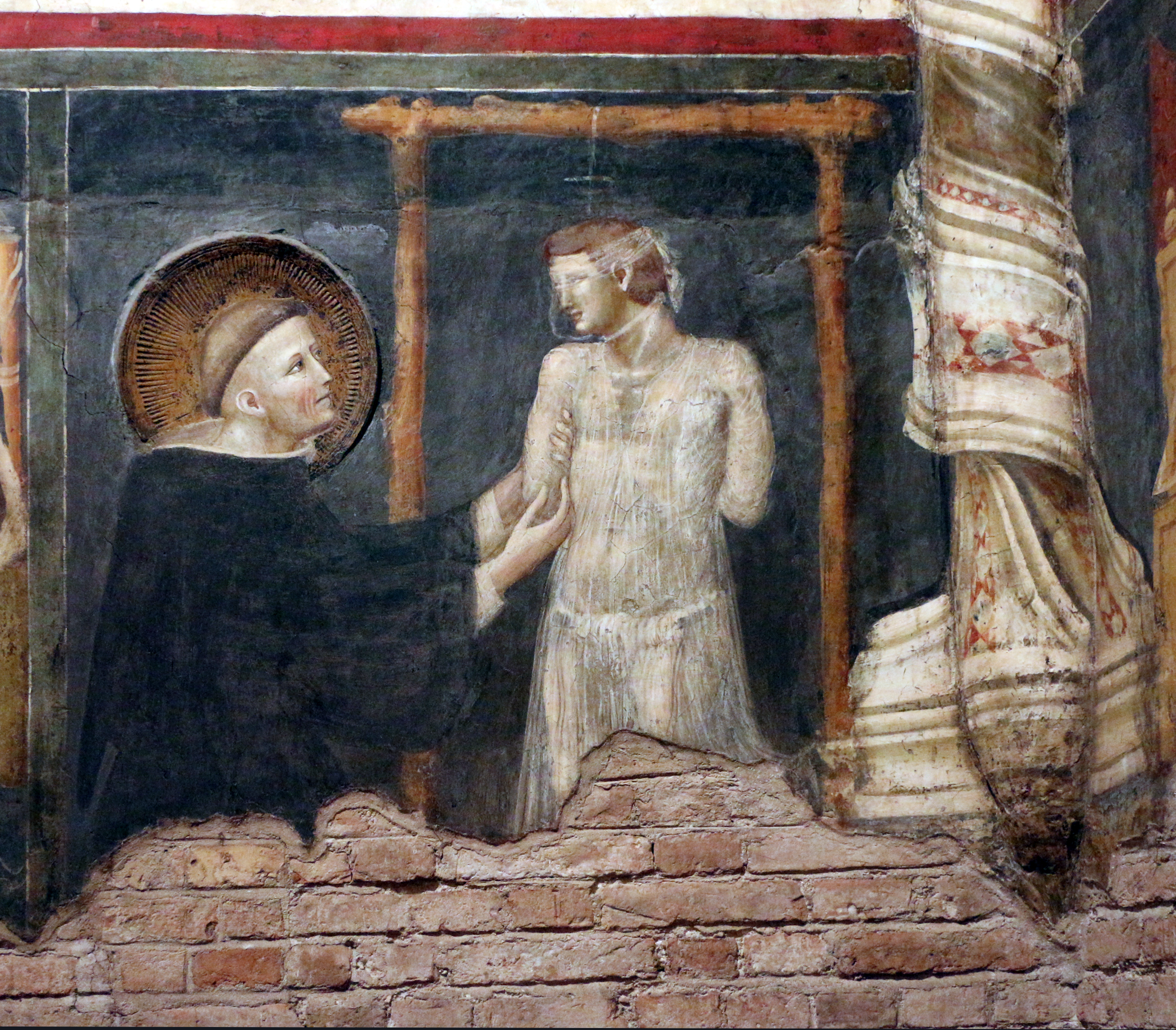
Snímá oběšeného ze šibenice
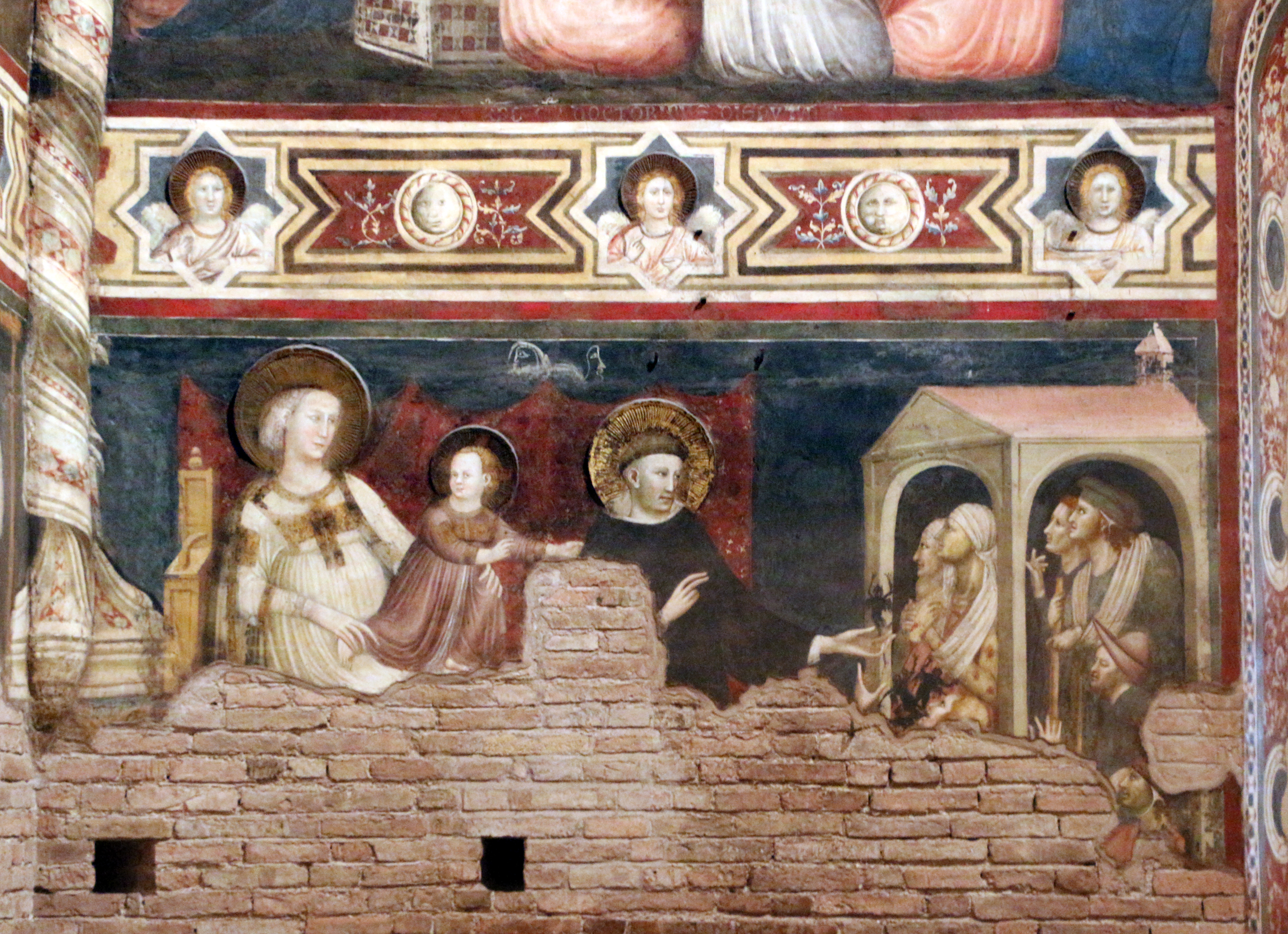
Osvobozuje na přímluvu P. Marie a Ježíška